# Poeppigia
Poeppigia es un género de plantas con flores  perteneciente a la familia Fabaceae. Comprende 6 especies descritas y de estas, solo 1 aceptadas y 3 pendientes.

## Descripción
Son árboles, que alcanzan un tamaño de hasta 20 m de alto, inermes, sin contrafuertes. Hojas dísticas, 1-pinnadas, 10–30 cm de largo; folíolos 16–28 pares, oblongos, 10–16 mm de largo y 2–4 mm de ancho, ápice redondeado, base redondeada a obtusa y desigual, membranáceos, glabros, sin manchas pelúcidas; estípulas pequeñas, caducas. Inflorescencias cimas en panículas terminales, ejes glabros, con 12–20 flores amarillo brillantes, pseudopapilionoides; tubo del cáliz campanulado, algo velloso, lobos 5, casi iguales, ligeramente imbricados, 1–2 mm de largo, ápice redondeado a agudo; pétalos 5, imbricados, subiguales, el superior erecto y los laterales curvados hacia arriba, obovados a cuneiformes, 7–8 mm de largo y 2–3.5 mm de ancho, glabros; estambres 10, libres, iguales, largamente exertos, filamentos glabros; ovario cónico, velloso, estípite adnado a un lado del tubo del cáliz, estilo relativamente corto, estigma terminal y pequeño. Fruto 4–10 cm de largo y 10–14 mm de ancho, membranáceo, angostamente alado a lo largo de la sutura superior, glabro, indehiscente; semillas pocas a numerosas, planas, ovadas, cortamente rostradas.

## Taxonomía
El género fue descrito por Karel Presl y publicado en Symbolae Botanicae, sive, Descriptiones et icones plantarum novarum aut minus cognitarum 1: 15. 1830. La especie tipo es: Poeppigia procera
Etimología
Poeppigia: nombre genérico que fue otorgado en honor del botánico alemán Eduard Friedrich Poeppig.

## Especies
- Poeppigia cyanea
- Poeppigia densiflora
- Poeppigia ferruginea
- Poeppigia procera, denominada abey[3] en Venezuela y las Antillas, y abey hembra y tengue[4] en Cuba.